# Trachelophoridius minutus
Trachelophoridius minutus es una especie de coleóptero de la familia Attelabidae.

## Distribución geográfica
Habita en Madagascar.